# Tenuicollis merkli
Tenuicollis merkli là một loài bọ cánh cứng trong họ Anthicidae. Loài này được Pic mô tả khoa học năm 1897.